# Чарлс Грей, граф Грей
Чарлс Грей, 2-ри граф Грей, (13 март 1764 – 17 юли 1845), известен и само като граф Грей (на английски: Earl Grey) е министър-председател на Великобритания от 22 ноември 1830 до 16 юли 1834 г.
Като член на партията на вигите, той прокарва значителни правителствени реформи и е един от основните архитекти на реформите на изборните закони, известни като Reform Act (1832). Неговото правителство отменя робството в цялата Британска империя. Освен в областта на политиката, името му става известно и с търговската марка чай Ърл Грей.